# Дом Джульетты
Дом Джульетты (итал. Casa di Giulietta) — дом в Вероне (Италия), построенный в XIII веке. Является популярным туристическим местом, отождествляемым с легендарным домом героини пьесы Уильяма Шекспира «Ромео и Джульетта».

## История дома
Дом Джульетты принадлежал роду Даль Каппелло (прообраз семьи Капулетти), их герб в форме мраморной шляпы расположен на арке, ведущей во внутренний двор. В 1667 году дом вместе с несохранившейся башней был продан одним из представителей рода Каппелло и затем неоднократно менял хозяев. В XIX веке в нём находился постоялый двор. В этом состоянии его описал Чарльз Диккенс:

…с Рыночной площади я направился к дому Капулетти, претерпевшему величайшее унижение и превратившемуся теперь в
убогую гостиницу. Шумные веттурино и ломовые телеги теснились во дворе, где была непролазная грязь и ходил выводок забрызганных ею гусей… Плодовый сад перешёл в руки других владельцев и уже давно отделён от всего остального, а раньше он был при доме, или мог бы быть, и над воротами, что ведут во двор с улицы, ещё сохранилось изображение шляпы (capello) — старинного герба этой семьи, высеченное на камне. Гуси, ломовые телеги, их возницы и пёс, надо признаться, несколько мешали: гораздо приятнее было бы найти дом совершенно пустым и иметь возможность пройтись по его нежилым комнатам. Но шляпа все же доставляла невыразимое утешение, и место, где полагалось быть саду, едва ли меньшее.
— Чарльз Диккенс. «Очерки Италии» (1846 год)
Дом полностью обветшал и был выставлен хозяевами в 1907 году на аукцион. Его приобрёл муниципалитет для устройства в нём музея, посвящённого шекспировской пьесе, но длительное время дом продолжал находиться в запустении.
Активные реставрационные работы по приданию дому соответствующего легенде романтического вида начались после выхода в 1936 году фильма Джорджа Кьюкора «Ромео и Джульетта», вызвавшего к нему большой интерес. Кирпичный фасад был украшен декоративными элементами (готические очертания входной арки, трёхлепестковые обрамления окон второго этажа, заимствованные от других зданий) и дополнен «Балконом Джульетты» (для создания его фронтальной стенки использована подлинная резная плита XIV века, возможно, часть древнего саркофага). Была произведена частичная реконструкция ряда строений, выходящих во внутренний двор дома. Сам дворик также был перестроен. Ему придали некоторые черты соответствующей сцены из фильма Кьюкора: зубчатую стену, колонну под балконом. На стену дома под балконом поместили доску со строками шекспировской трагедии. В 1972 году во внутреннем дворике была установлена бронзовая статуя Джульетты работы веронского скульптора Нерео Костантини (Nereo Costantini).

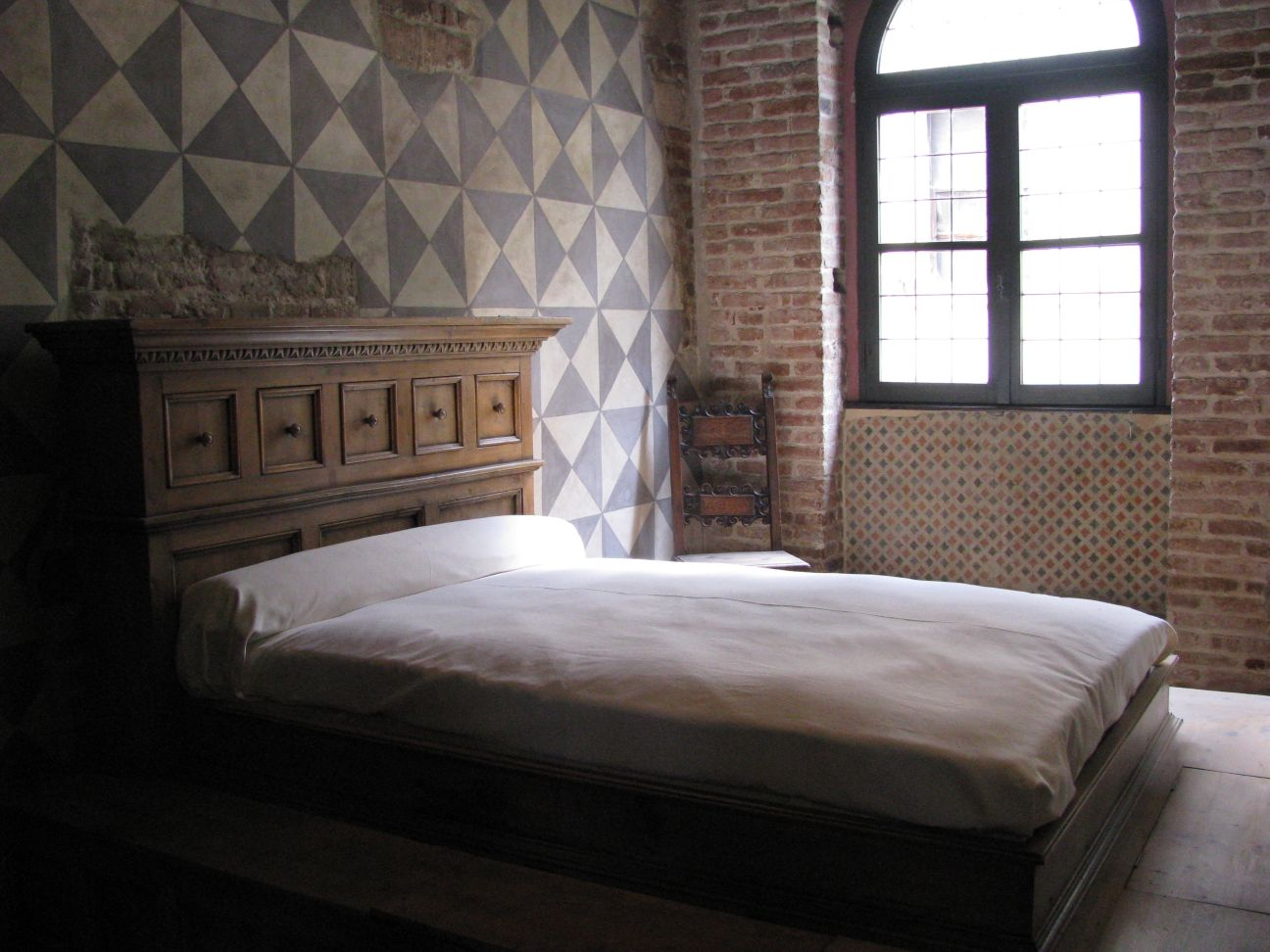
Кровать из фильма Дзеффирелли
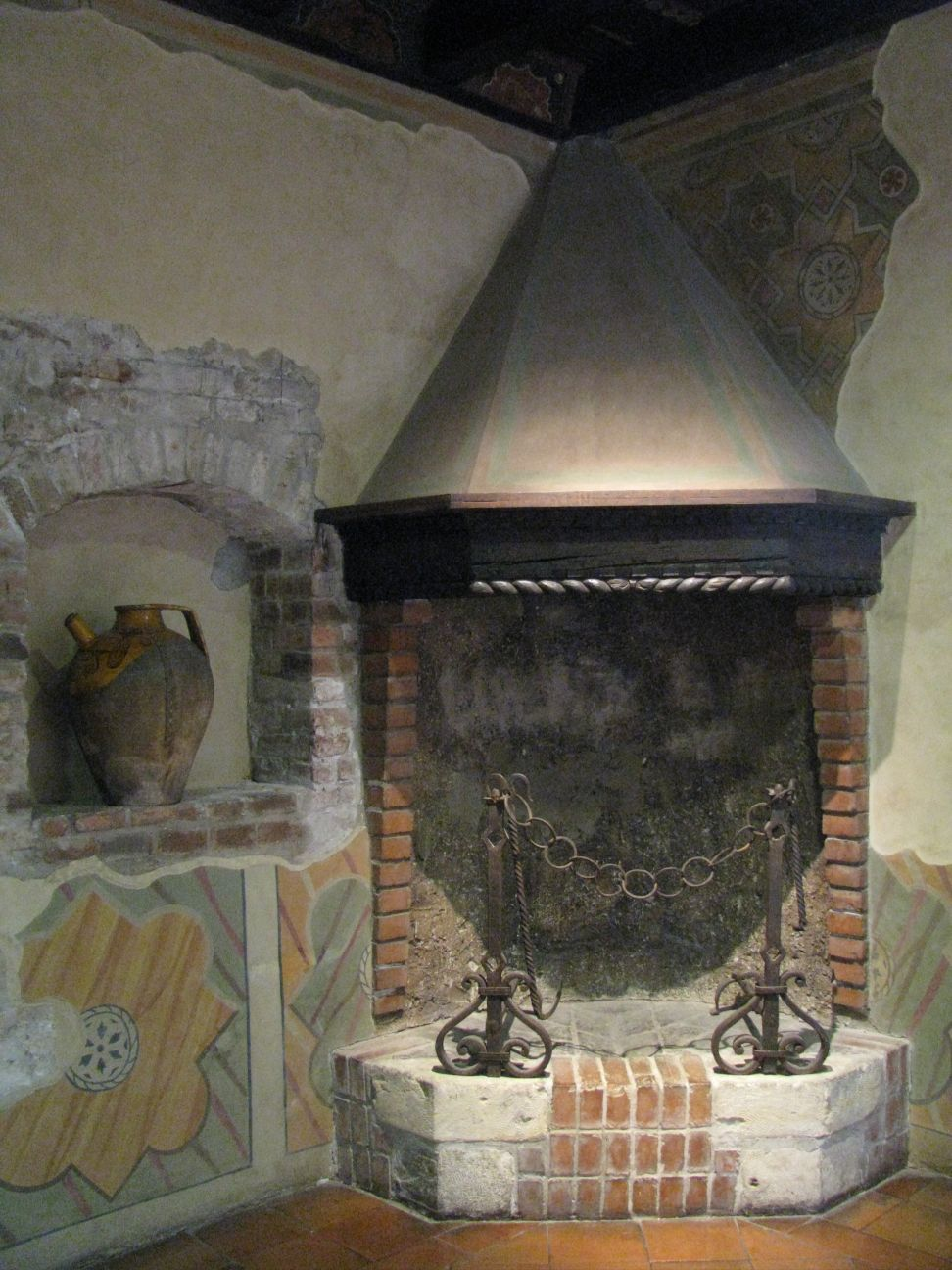
Камин
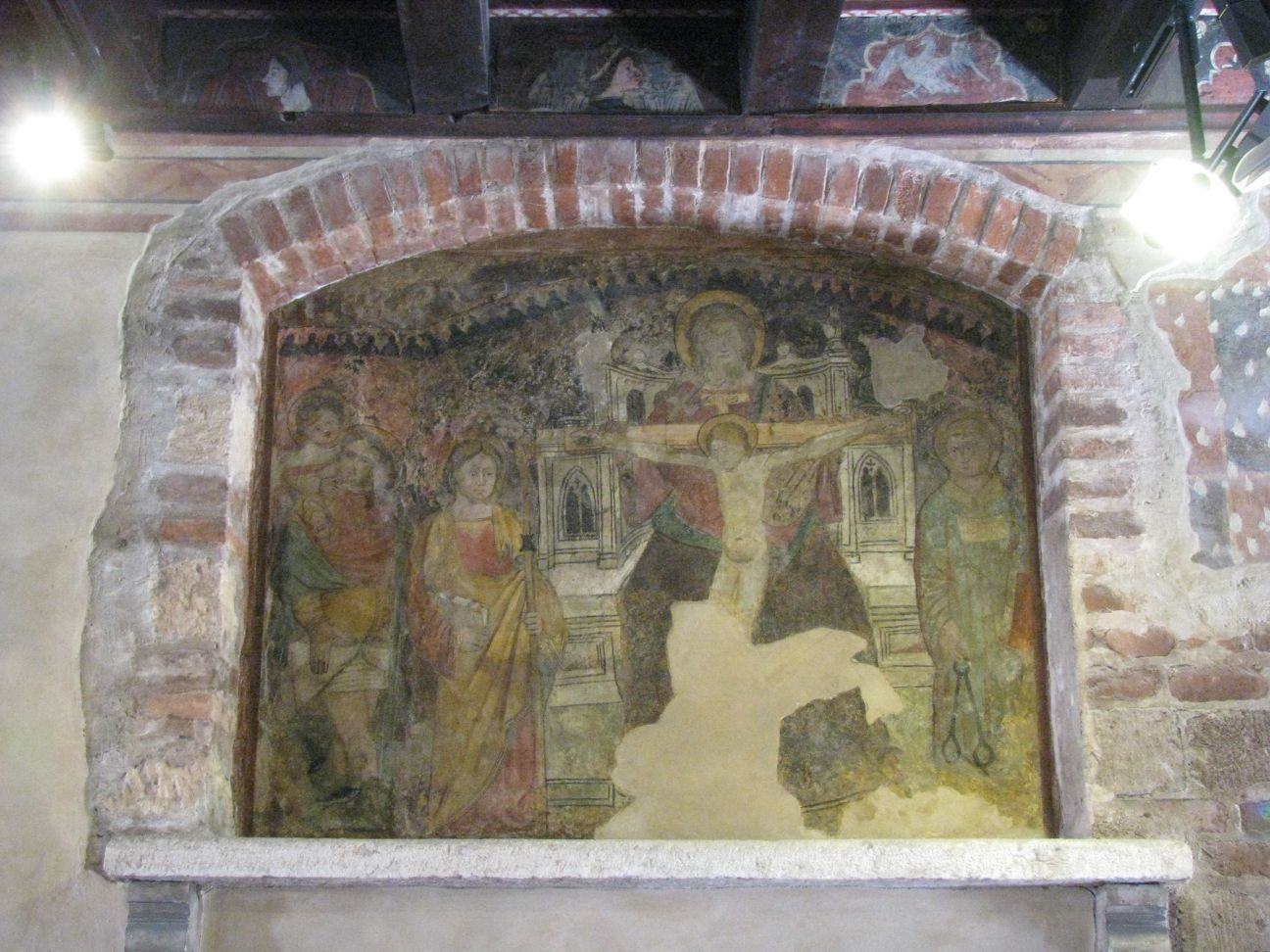
Одна из фресок, украшающих дом

Работы проводились в несколько этапов: в 1930-х, 70-х и 90-х годах. На заключительном этапе в доме была воссоздана атмосфера эпохи Треченто: художественные орнаменты потолков и стен выполнили по образцам XIV века, на стены поместили подлинные фрески того периода, перенесённые из разрушенных зданий и т. п. В 1997 году музей был открыт для посетителей. В экспозиции музея ряд картин, посвящённых Ромео и Джульетте, фотографии сцен из фильма Кьюкора. На одном из этажей в 2002 году была размещена экспозиция предметов из фильма Дзеффирелли «Ромео и Джульетта» (1968 год): два костюма, брачное ложе и семь эскизов к фильму, сделанных рукой режиссёра.
Находясь на втором этаже дома, можно попасть на балкон и увидеть дворик сверху. Предшествующая выходу на балкон комната создана по мотивам знаменитого полотна Францеско Айеца «Прощание Ромео с Джульеттой» («Поцелуй»), написанного в 1859 году. Этажом выше находится просторный зал с камином, на котором красуется «герб Капулетти» в форме шляпы.

## Популярность у туристов

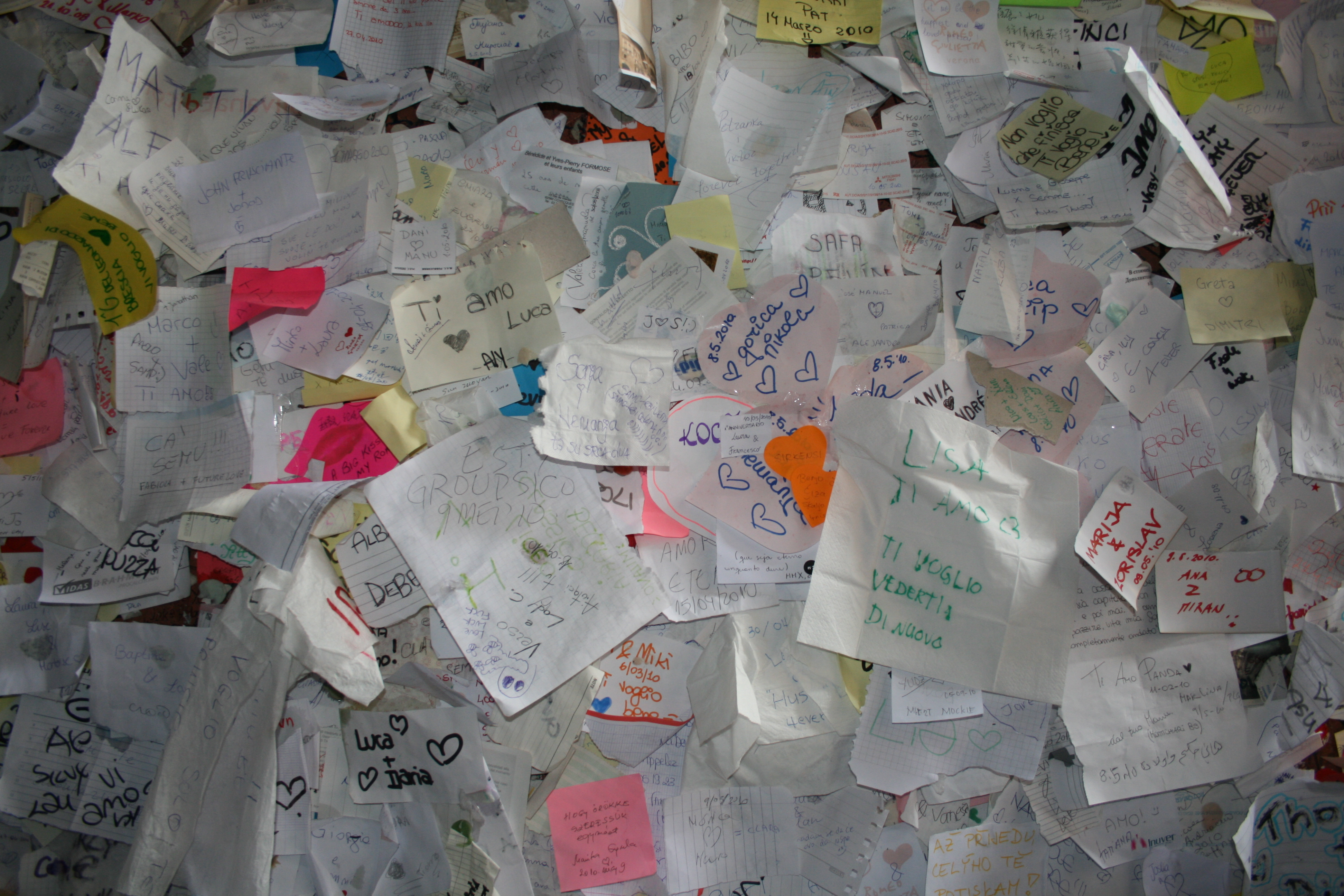
Стена дома с записками

Особой популярностью у туристов пользуется бронзовая статуя Джульетты, прикоснуться к которой считают хорошей приметой. 23 апреля 1964 года в связи с празднованием четырёхсотлетия со дня рождения Шекспира веронская газета L' Arena решила напомнить горожанам об обещании, которое синьор Монтекки дал отцу Джульетты в финале шекспировской пьесы — «Я воздвигну в честь твоей дочери статую…». Этот призыв был воспринят одним из основателей Lions Club Ost графом Морандо. Скульптор Нерео Костантини предложил свою работу безвозмездно, а расходы по отливке статуи оплатил Lions Club. Несмотря на то, что в 1968 году статуя была уже готова, коммуна Вероны не проявила никакой заинтересованности в том, чтобы она была установлена перед домом Джульетты, и скульптура несколько лет хранилась в зале апартаментов маршала Радецкого в палаццо Форти. 8 апреля 1972 года благодаря старанию Клуба Джульетты скульптура заняла своё постоянное место во дворике дома шекспировской героини. Вскоре у поклонников появилась примета, что потерев правую грудь статуи, можно получить счастье в любви. Из-за частых прикосновений к 2014 году статуя была истёрта, на «счастливой» правой груди образовалась трещина, а на правой руке излом. В результате власти города решили убрать ставшую символом Вероны статую в музей, а во двор дома Джульетты поставить копию, оплаченную городом.
Также туристы оставляют записки и признания в любви на выходящих во дворик стенах дома. В 2005 году все они были убраны, и для их написания оставили внутренние стены арки, ведущей во двор с улицы, специальное покрытие которых периодически обновляется. В ноябре 2012 г. городской совет Вероны запретил размещение записок, установив штраф в 500 евро за приклеивание записок или оставление надписей на стенах.
Для поклонников героев Шекспира в доме установлены почтовые ящики, а также компьютеры, на которых желающие могут написать им письмо. Послания передаются волонтёрам Клуба Джульетты (итал. Club di Giulietta). Каждый год 16 сентября в здании музея проходит празднование «Дня рождения Джульетты», являющееся частью городского средневекового фестиваля, а в день святого Валентина в одном из его залов приветствуют авторов наиболее трогательных посланий к шекспировской героине, что также предусмотрено культурным департаментом города.